# Сімпсони (сезон 13)
Тринадцятий сезон мультсеріалу «Сімпсони» тривав з 6 листопада 2001 по 22 травня 2002 року у США на телеканалі «Fox».

## Список серій
| № серії (загалом) | № серії (в сезоні) | Назва серії                                                    | Режисер(и)      | Сценарист(и)                                                                       | Оригінальна дата показу | Код серії | Глядачів в США (млн) |
| --- | ------------------ | -------------------------------------------------------------- | --------------- | ---------------------------------------------------------------------------------- | ----------------------- | --------- | -------------------- |
| 270 | 1                  | «Treehouse of Horror XII» «Сімпсони і Гелоуїн XII»             | Джим Рірдон     | Джоел Коен (1 частина) Джон Фрінк і Дон Пейн (2 частина) Керолін Омайн (3 частина) | 6 листопада 2001        | CABF19    | 13.0                 |
| «Hex and the City» (укр. «Прокляття і місто») — Зла циганка проклинає Гомера і його рідних через те, що той її розорив… «House of Whacks» (укр. «Божевільня») — Сімпсони встановлюють нову систему керування будинком, яка незабаром закохується у Мардж і намагається вбити Гомера, щоб отримати його дружину. «Wiz Kids» (укр. «Малі чаклуни») — Пародія на книги про Гаррі Поттера. Чаклун-невдаха Барт намагається врятувати свою сестру-талановиту чаклунку Лісу від злого чаклуна Монті-Морта (Бернса). Запрошені зірки: Пірс Броснан і Меттью Перрі в ролі голосів Ультрабудинку (самих себе) |                    |                                                                |                 |                                                                                    |                         |           |                      |
| 271 | 2                  | «The Parent Rap» «Тихий стукіт для батьків»                    | Марк Кіркланд   | Джордж Мейер і Майк Скаллі                                                         | 11 листопада 2001       | CABF22    | 14.9                 |
| Барт з'являється в суді, щоб заплатити за те, що їздив на патрульному автомобілі шефа Віггама. Однак, незадовго до того, як суддя його мав звільнити, нова, мерзенна суддя на ім'я Констанція Шкода засуджує Барта до найгіршого покарання: цілодобово бути прив'язаним ланцюгом до Гомера… Запрошені зірки: Джейн Качмарек в ролі судді Констанції Шкоди |                    |                                                                |                 |                                                                                    |                         |           |                      |
| 272 | 3                  | «Homer the Moe» «Гомер — Мо»                                   | Джен Кемермен   | Дана Гулд                                                                          | 18 листопада 2001       | CABF20    | 14.4                 |
| Мо відвідує свою стару барменську школу, щоб переосмислити свою пристрасть до бізнесу. Однак, коли він вирішує перетворити свою таверну на щось більш стегнове і сучасне, незадоволений Гомер відкриває власний бар у сімейному гаражі Сімпсонів. Запрошені зірки: R.E.M. в ролі самих себе |                    |                                                                |                 |                                                                                    |                         |           |                      |
| 273 | 4                  | «A Hunka Hunka Burns in Love» «Бернс закохався»                | Ленс Крамер     | Джон Шварцвельдер                                                                  | 2 грудня 2001           | CABF18    | 13.4                 |
| Містер Бернс починає зустрічатися з молодою поліцейською Ґлорією і готовий зробити їй пропозицію, але її викрадає колишній бойфренд Глорії — Гадюка… Запрошені зірки: Джулія Луїс-Дрейфус в ролі Ґлорії, Джордж Такеї в ролі офіціанта |                    |                                                                |                 |                                                                                    |                         |           |                      |
| 274 | 5                  | «The Blunder Years» «Втрачені роки»                            | Стівен Дін Мур  | Ієн Макстон-Ґрем                                                                   | 9 грудня 2001           | CABF21    | 12.9                 |
| Гіпнотизер з ресторану змушує Гомера пережити травматичний досвід дитинства, де, плаваючи в кар’єрі, він знайшов труп… Тим часом Мардж подобається чоловік, який розміщений на упаковці паперових рушників «Burly» (укр. «Здоровань»). Запрошені зірки: Джо Мантенья в ролі Жирного Тоні, Пол Ньюман і Джудіт Оуен в ролі самих себе |                    |                                                                |                 |                                                                                    |                         |           |                      |
| 275 | 6                  | «She of Little Faith» «Вона невеликої віри»                    | Стівен Дін Мур  | Білл Фрейбергер                                                                    | 16 грудня 2001          | DABF02    | 13.2                 |
| Після того, як містер Бернс стає спонсором Спрінґфілдської церкви, він перетворює її на величезне прибуткове підприємство. Ліса йде шукати собі нову віру і стає буддисткою. Запрошені зірки: Річард Гір в ролі самого себе |                    |                                                                |                 |                                                                                    |                         |           |                      |
| 276 | 7                  | «Brawl in the Family» «Скандал у сім’ї»                        | Метью Настюк    | Джоел Коен                                                                         | 6 січня 2002            | DABF01    | 11.8                 |
| Після палкої суперечки, яка розривається під час гри в Монополію, Сімпсонам наказано пройти сімейні консультації із соціальним працівником, щоб відновити себе як функціональна сім’я. Однак, після встановлення їхньої нової гармонії піддана випробуванню, дружини Гомера і Неда з Лас-Вегасу (серія «Viva Ned Flanders») з’являються у Спрінґфілді… Запрошені зірки: Джейн Качмарек в ролі судді Констанції Шкоди, Делрой Ліндо в ролі Ґабріеля |                    |                                                                |                 |                                                                                    |                         |           |                      |
| 277 | 8                  | «Sweets and Sour Marge» «Кисло-солодка Мардж»                  | Марк Кіркланд   | Керолін Омайн                                                                      | 20 січня 2002           | DABF03    | 12.3                 |
| Мардж стає палкою противницею цукру після того, як дізнається, в якій кількості його вживають жителі Спрігфілда. Вона направляє справу до суду, після чого у Спрінґфілді навіки забороняють цукор. Однак Гомер намагається незаконно доставити цукор у місто… Запрошені зірки: Бен Стіллер в ролі Ґарта Любамама |                    |                                                                |                 |                                                                                    |                         |           |                      |
| 278 | 9                  | «Jaws Wired Shut» «Із широко закритою щелепою»                 | Ненсі Круз      | Метт Селман                                                                        | 27 січня 2002           | DABF05    | 14.2                 |
| Гомер розбиває свою щелепу в аварії. Він повинен тримати її закритою протягом місяця. Внаслідок цього його неможливість говорити робить його кращим слухачем, тому він стає ближче до родини та друзів. Всі вони люблять нового Гомер набагато краще. Однак, коли він одужує, то зберігає своє нове ставлення, що швидко набридає Мардж… |                    |                                                                |                 |                                                                                    |                         |           |                      |
| 279 | 10                 | «Half-Decent Proposal» «Напів-пристойна пропозиція»            | Лорен МакМаллен | Тім Лонг                                                                           | 10 лютого 2002          | DABF04    | 13.2                 |
| П’яна Мардж, з невеликою допомогою Патті і Сельми, надсилає листа електронною поштою Арті Зіффу. Він пропонує мільйон доларів, які можна було б використати для операції з виліковування нестерпного хропіння Гомера, за вихідні з Мардж. Запрошені зірки: Джон Ловітц в ролі Арті Зіффа |                    |                                                                |                 |                                                                                    |                         |           |                      |
| 280 | 11                 | «The Bart Wants What It Wants» «Барт хоче, чого хоче»          | Майкл Полчіно   | Джон Фрінк і Дон Пейн                                                              | 17 лютого 2002          | DABF06    | 11.2                 |
| На ярмарку Барт рятує від хуліганів дочку актора Райнера Вульфкасла і вона закохується у хлопчика з першого погляду, але Барт це не одразу розуміє. Запрошені зірки: Різ Візерспун в ролі Ґрети, Вольфганг Пак в ролі самого себе |                    |                                                                |                 |                                                                                    |                         |           |                      |
| 281 | 12                 | «The Lastest Gun in the West» «Останній пістолет на заході»    | Боб Андерсон    | Джон Шварцвельдер                                                                  | 24 лютого 2002          | DABF07    | 13.2                 |
| Барт і Ліса зустрічають колишню кінозірку вестернів 1950-х років Бака МакКоя і намагаються відродити його кар’єру. Діти змушують його з’явитися на шоу клоуна Красті. Але роки зловживання Баком алкоголем стають на шляху… Запрошені зірки: Денніс Уївер в ролі Бака МакКоя |                    |                                                                |                 |                                                                                    |                         |           |                      |
| 282 | 13                 | «The Old Man and the Key» «Старий і ключ»                      | Ленс Крамер     | Джон Вітті                                                                         | 10 березня 2002         | DABF09    | 14.5                 |
| Дідусь Сімпсон закохується у жінку на ім’я Зельда. Однак, обраниця його серця дарує свою любов іншому старому з машиною. Ейб, зробивши висновок, що тільки за допомогою автомобіля він зможе завоювати серце Зельди, вирішує повернути собі водійські права. Запрошені зірки: Олімпія Дукакіс в ролі Зельди, Білл Салуга в ролі Рея Джея Джонсона |                    |                                                                |                 |                                                                                    |                         |           |                      |
| 283 | 14                 | «Tales from the Public Domain» «Байки із суспільного надбання» | Майк Андерсон   | Ендрю Крайсберг (1 частина) Джош Ліб (2 частина) Метт Ворбертон (3 частина)        | 17 березня 2002         | DABF08    | 11.7                 |
| Гомер читає своїм дітям три історії з книги, яку він 10 років тому вкрав з бібліотеки: - У першій історії Одіссей (Гомер) і його друзі намагаються повернутися додому після боротьби з троянами. - Друга історія про те, як Жанна д'Арк (Ліса) веде французів проти англійців за допомогою Бога. - У третій історії розповідається історія Гамлета (Барта), який намагається вбити Клавдія (Мо) після того, як той вбиває батька Гамлета (Гомера), щоб одружитися з Гертрудою (Мардж). |                    |                                                                |                 |                                                                                    |                         |           |                      |
| 284 | 15                 | «Blame It on Lisa» «У всьому винна Ліса»                       | Стівен Дін Мур  | Боб Бендетсон                                                                      | 31 березня 2002         | DABF10    | 11.1                 |
| Після того як Сімпсони отримують великий телефонний рахунок, вони дізнаються, що Ліса спонсорує бразильського хлопчика-сироту. Коли він зникає, Сімпсони їдуть до Бразилії, щоб знайти його. Там Гомера викрадають місцеві злодії… |                    |                                                                |                 |                                                                                    |                         |           |                      |
| 285 | 16                 | «Weekend at Burnsie’s» «Уїк-енд у Бернсі»                      | Майкл Меркантел | Джон Вітті                                                                         | 7 квітня 2002           | DABF11    | 12.5                 |
| Після того, як на Гомера напала зграя ворон, доктор Гібберт виписує йому лікувальну марихуану. Гомер швидко звикає до нових ліків… Запрошені зірки: Phish в ролі самих себе |                    |                                                                |                 |                                                                                    |                         |           |                      |
| 286 | 17                 | «Gump Roast» «Вечір, присвячений Гомеру»                       | Марк Кіркланд   | Деб Лакуста і Ден Касталланета                                                     | 21 квітня 2002          | DABF12    | 12.3                 |
| Сімпсони влаштовують вечір, присвячений Гомеру, але несподівано туди вриваються інопланетяни Канг і Кодос… |                    |                                                                |                 |                                                                                    |                         |           |                      |
| 287 | 18                 | «I Am Furious (Yellow)» «Я лютий і жовтий»                     | Чак Шітс        | Джон Шварцвельдер                                                                  | 28 квітня 2002          | DABF13    | 12.4                 |
| Барт, натхненний промовою гостя Спріґфілдської школи, вирішує створити популярну серію коміксів, а пізніше – Інтернет-серіал під назвою «Angry Dad» (укр. «Злий тато»), яка ґрунтується на проблемах Гомера з агресією. Гомер стає посміховиськом міста і вирішує повністю відмовитися від гніву. Запрошені зірки: Стен Лі в ролі самого себе |                    |                                                                |                 |                                                                                    |                         |           |                      |
| 288 | 19                 | «The Sweetest Apu» «Найсолодший Апу»                           | Метью Настюк    | Джон Шварцвельдер                                                                  | 5 травня 2002           | DABF14    | 11.8                 |
| Нестерпне життя, робота і вісім дітей доводять Апу до зради з іншою жінкою у «Квікі-Марті». Коли про це дізнається Манджула, Апу робить все, що потрібно, щоб повернути її назад… Запрошені зірки: Джеймс Ліптон в ролі самого себе |                    |                                                                |                 |                                                                                    |                         |           |                      |
| 289 | 20                 | «Little Girl in the Big Ten» «Маленька дівчинка — студентка»   | Лорен МакМаллен | Джон Вітті                                                                         | 12 травня 2002          | DABF15    | 11.2                 |
| Ліса знайомиться зі студентками і вирішує таємно відвідувати і школу, й інститут. Тим часом Барта ізолюють від суспільства, щоб він не заражав інших хворобою, яку він підчепив після укусу китайського комара. Запрошені зірки: Роберт Пінский в ролі самих себе |                    |                                                                |                 |                                                                                    |                         |           |                      |
| 290 | 21                 | «The Frying Game» «Смажена гра»                                | Майкл Полчіно   | Джон Шварцвельдер                                                                  | 19 травня 2002          | DABF16    | 10.8                 |
| У Гомера проблеми з управлінням з охорони довкілля і його засуджено до громадських робіт. Він і Мардж працюють на місіс Белламі, літню заможну пані, і опиняються у центрі іншого злочину… вбивства місіс Белламі. Запрошені зірки: Френсіс Стернхаген в ролі місіс Белламі, Кармен Електра в ролі самої себе |                    |                                                                |                 |                                                                                    |                         |           |                      |
| 291 | 22                 | «Poppa’s Got a Brand New Badge» «Тато отримав новий жетон»     | Піт Майклз      | Дана Гулд                                                                          | 22 травня 2002          | DABF17    | 8.2                  |
| Гомер відкриває свою «місцеву поліцію» і береться розкривати злочини разом зі своїми напарниками – Ленні і Карлом. Запрошені зірки: Джо Мантенья в ролі Жирного Тоні |                    |                                                                |                 |                                                                                    |                         |           |                      |